# Климат Титана

Схема, показывающая температуру, давление и другие параметры климата Титана. Атмосферная мгла снижает температуру в нижней части атмосферы, наличие метана повышает температуру у поверхности. Криовулканы выбрасывают метан в атмосферу, затем метан выпадает на поверхость, образуя озёра.

Климат Титана, крупнейшего спутника Сатурна, по многим параметрам напоминает климат Земли, несмотря на существенно более низкую температуру Титана. Толстая атмосфера, метановые дожди и возможное наличие криовулканической активности приводят к изменениям климата на протяжении года.

## Температура
Титан получает лишь около 1 % солнечного излучения, получаемого Землёй. Средняя температура поверхности составляет около 98,29 K (−179 °C или −290 °F). При данной температуре водяной лёд обладает очень низким давлением пара, поэтому атмосфера практически не содержит водяного пара. Наличие метана в атмосфере приводит к возникновению парникового эффекта, способствующего более высокой температуре поверхности.
Мгла в атмосфере Титана способствует антипарниковому эффекту, отражая часть солнечного излучения, благодаря чему поверхность оказывается холоднее, чем более высокие слои атмосферы. Данный процесс частично компенсирует парниковый эффект. Согласно исследованию McKay и др., антипарниковый эффект уменьшает температуру поверхности на 9 K, парниковый эффект увеличивает на 21 K; таким образом, поверхностная температура (94 K) на 12 K выше, чем эффективная температура 82 K (температура, которая бы достигалась в отсутствие атмосферы).

## Сезоны
Наклон орбиты Титана очень близок к наклону оси вращения Сатурна (около 27°), а ось вращения Титана перпендикулярна плоскости орбиты. Это означает, что направление солнечных лучей зависит от смены дня и ночи на Титане и от продолжительности года на Сатурне.
Цикл день-ночь на Титане занимает 15,9 земных суток, ровно столько же времени длится оборот Титана по орбите вокруг Сатурна. Титан находится в синхронном вращении с Сатурном, поэтому одна и та же часть Титана обращена к Сатурну всё время.
Сезонные изменения связаны с годом Сатурна: Сатурн обращается по орбите вокруг Солнца с периодом около 29,5 земных лет, при этом на разные полушария Титана попадает различное количество солнечного излучения в различные промежутки года. Сезонные изменения погоды включают увеличение углеводородных озёр в северном полушарии в течение зимы, уменьшение мглы в окрестности равноденствий, облака льда в южной полярной области. Последнее (на 2018 год) равноденствие произошло 11 августа 2009 года, это было весеннее равноденствие для северного полушария, следовательно, южное полушарие получает меньше света и приближается к наступлению зимы.
Ветер на поверхности Титана обычно слабый (менее 1 м/с). Недавние результаты компьютерного моделирования показали, что высокие дюны из сажи могут образовываться редкими ураганными ветрами, возникающими каждые 15 лет во время равноденствий. Ураганы создают сильные вертикальные течения в атмосфере, достигая у поверхности скорости потока 10 м/с. В конце 2010 года в пустынных областях экваториальных пустынь Титана наблюдались метановые штормы.
Вследствие ненулевого эксцентриситета орбиты Сатурна Титан находится на 12 % ближе к Солнцу в течение лета в южном полушарии, благодаря чему южное лето более короткое и жаркое, чем северное. Эта асимметрия может влиять на топологические различия между полушариями: в северном полушарии гораздо больше углеводородных облаков. Поверхность озёр Титана очень спокойная, редко заметны волны или рябь. Однако космический аппарат Кассини обнаружил усиление турбулентности в течение лета в северном полушарии; возможно, в некоторые сезоны года ветер около поверхности усиливается. Кассини также заметил наличие волн и ряби.

## Метановый дождь и озёра
Исследования, проведённые зондом «Гюйгенс», показали, что в атмосфере Титана периодически возникают дожди жидкого метана и других органических веществ. В октябре 2007 года наблюдатели отметили повышение непрозрачности облаков над областью Ксанаду, но это не являлось прямым доказательством идущего дождя. Однако последующие изображения озёр в южном полушарии Титана, полученные в течение года, показали, что озёра увеличиваются и наполняются благодаря сезонным углеводородным дождям. Возможно, некоторые области на поверхности покрыты слоем толинов, но это предположение пока не подтверждено. Наличие дождя показывает, что Титан может быть единственным объектом Солнечной системы за исключением Земли, на котором возможно наблюдать радугу. Но вследствие высокой непрозрачности атмосферы для видимого света большинство радуг можно будет наблюдать только в инфракрасном излучении.
Количество метановых озёр, наблюдаемых вблизи южного полюса Титана, существенно меньше, чем число наблюдаемых вблизи северного полюса. Поскольку на южном полюсе в настоящее время (2018 год) лето, а на северном — зима, существует гипотеза, по которой метан проливается на полюса зимой в виде дождя и испаряется летом. Согласно работе Тецуя Токано из Университета Кёльна, регулируемые таким испарением и дождями циклоны, а также ветер со скоростью до 20 м/с могут образовывать крупные моря в северной части Титана (Море Кракена, Море Лигеи, Море Пунги) только летом. К настоящему времени (2018 год) ни на одном из озёр Титана не было обнаружено волн. Однако вычисления показывают, что по мере наступления лета в северном полушарии, где находится большинство озёр, скорость ветра может возрастать до 3 км/ч, что достаточно для создания волн.

## Циркуляции в атмосфере

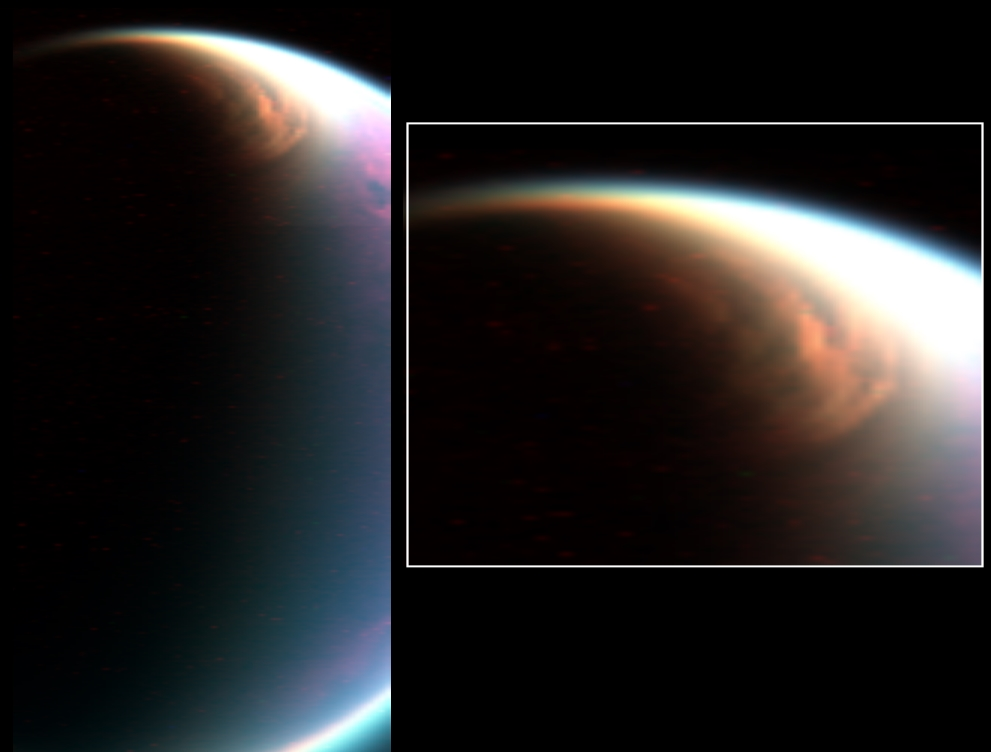
Вихрь на северном полюсе Титана

Моделирование крупномасштабного распределения ветра, проводимое по данным о скорости ветра, полученным аппаратом Гюйгенс, показывает, что атмосфера Титана циркулирует как единая гигантская ячейка Хэдли. Тёплый воздух поднимается в южном полушарии, в котором на момент исследования было лето, и опускается в северном полушарии, что приводит к возникновению потоков воздуха на большой высоте с юга на север и на малой высоте — с севера на юг. Подобная крупная ячейка Хэдли возможна лишь в случае медленного вращения небесного тела. Циркуляция ветра от полюса к полюсу по всей видимости имеет центр в стратосфере; моделирование показывает, что каждые 12 лет циркуляция должна меняться, при этом будет существовать трёхлетний переходный период. Полный период смены циркуляций составляет около 30 лет (год на Титане). Ячейка Хэдли создаёт глобальную полосу низкого давления, что является аналогом земной внутритропической зоны конвергенции. В отличие от Земли, где океаны удерживают данную зону внутри области тропиков, на Титане такая зона простирается от полюса до полюса, унося с собой метановые облака. Таким образом, несмотря на низкие температуры на Титане, можно сказать, что Титан обладает тропическим климатом.
В июне 2012 года аппарат Кассини получил изображение полярного вихря на южном полюсе Титана. Вероятно, он связан с «полярным капюшоном» (англ. polar hood) — областью плотной дымки на большой высоте, наблюдаемой на северном полюсе с 2004 года. Поскольку в настоящее время сезоны на полюсах сменяются после равноденствия 2009 года, на южном полюсе наступает зима, а на северном — лето, существует предположение о том, что такой вихрь свидетельствует о формировании нового «полярного капюшона», на южном полюсе.

## Облака

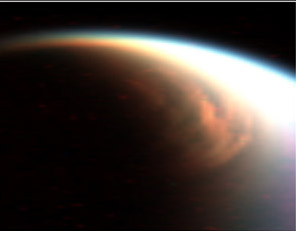
Система облаков на северном полюсе в условных цветах.

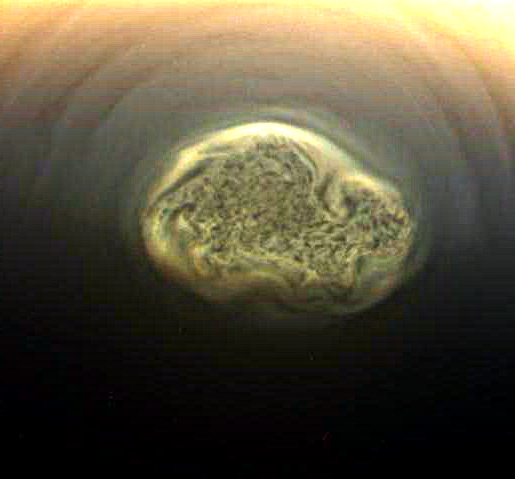
Детали вихря на южном полюсе

Облака Титана, вероятно состоящие из метана, этана или других простых органических соединений, разнообразны и рассеяны в пространстве, образуют при этом общую мглу.
В сентябре 2006 года аппарат Кассини получил изображение крупного облака на высоте около 40 км над северным полюсом Титана. Хотя метан конденсируется в атмосфере Титана, облака с большей вероятностью состоят из этана, размер обнаруженных частиц составляет около 1-3 микрометров; на таких высотах этан может замерзать. В декабре Кассини снова наблюдал облачный покров и обнаружил метан, этан и другие органические соединения. Облако составляло более 2400 км в диаметре и наблюдалось спустя месяц. По одной из гипотез из этого облака должен идти дождь (или снег) на северном полюсе. Нисходящие потоки воздуха в высоких северных широтах достаточно сильные для того, чтобы частицы органических соединений выпадали на поверхность. Это является сильнейшим доказательством того, что на Титане существует «метанологический» цикл по аналогии с гидрологическим циклом на Земле.
Облака также были обнаружены в области вблизи южного полюса. Обычно облаками закрыт 1 % диска Титана, но в некоторых случаях облачный покров достигает площади в 8 %. По одной из гипотез южные облака образуются при повышении уровня освещённости Солнцем во время лета в южном полушарии, что приводит к конвекции. Это объяснение усложняется тем фактом, что формирование облаков наблюдалось не только в период после летнего солнцестояния, но и в середине весны. Повышение количества метановой жидкости на южном полюсе вероятно вносит вклад в быстрый рост размеров облаков. В южном полушарии до 2010 года было лето. При смене времён года ожидается, что этан начинает конденсироваться около южного полюса.

Метановые облака Титана (анимация; июль 2014).

Модели, хорошо согласующиеся с наблюдениями, показывают, что облака на Титане тяготеют к определённым координатам, а облачный покров может находиться на разных расстояниях от поверхности в разных частях спутника. В полярных областях (на широтах более 60 градусов) широко распространённые облака этана возникают в и над тропосферой, на более низких широтах метановые облака обнаруживаются на высотах от 15 до 18 км, при этом они менее регулярны и в большей степени локализованы. В том полушарии, в котором сейчас лето, на широтах около 40 градусов концентрируются толстые метановые облака.
Наземные наблюдения также выявили сезонные изменения в облачном покрове. В течение 30-летнего периода обращения Сатурна по орбите облачная система Титана по всей видимости существует около 25 лет, а затем исчезает на 4 или 5 лет, затем появляясь вновь.
Кассини также обнаружил высокие белые облака типа циррусов в верхних слоях атмосферы, состоящие, вероятно, из метана.
Хотя не существует наблюдательных свидетельств в пользу существования молний на Титане, компьютерное моделирование показало, что облака в нижней части тропосферы могут накапливать достаточно заряда для создания молний на высотах более 20 км.